# Takht-i-Bahi
Takht-i-Bahi (tiếng Urdu: تختِ باہی; "Ngai vàng của nước mùa xuân") thường được phát âm sai thành Takht-i-Bhai (tiếng Urdu: تخت بھائی; "Ngai vàng của Brother") là một địa điểm khảo cổ thời Vương quốc Ấn-Parthia. Đây là di tích còn lại của một tổ hợp tu viện Phật giáo cổ tại Mardan, Khyber-Pakhtunkhwa, Pakistan. Nó là một trong những di tích Phật giáo hoành tráng nhất trong toàn Càn-đà-la và được bảo tồn đặc biệt tốt.
Tu viện Phật giáo được thành lập vào thế kỷ 1 và đã được sử dụng cho đến thế kỷ thứ 7. Khu phức hợp được các nhà khảo cổ coi là đại diện đặc biệt cho kiến trúc của các trung tâm tu viện Phật giáo thời kỳ đó. Chính bởi tầm quan trọng đó mà nó đã được UNESCO công nhận là Di sản thế giới từ năm 1980.

## Tên nguyên
Takht-i-Bahi có thể có những cách giải thích khác nhau. Người dân địa phương tin rằng tên của nó xuất phát từ hai giếng nước trên đồi nơi nó nằm hoặc con suối gần đó. Trong tiếng Ba Tư, Takht có nghĩa là "đỉnh" hoặc "ngai vàng" trong khi bahi có nghĩa là "mùa xuân" hoặc "nước". Khi kết hợp với nhau, ý nghĩa của nó là Mùa xuân trên đỉnh hoặc Mùa xuân trên cao và có hai con suối trên đỉnh núi. Một ý nghĩa khác được đề xuất là Throne of Origin có nghĩa là "Ngai vàng của khởi nguồn".

## Hình ảnh

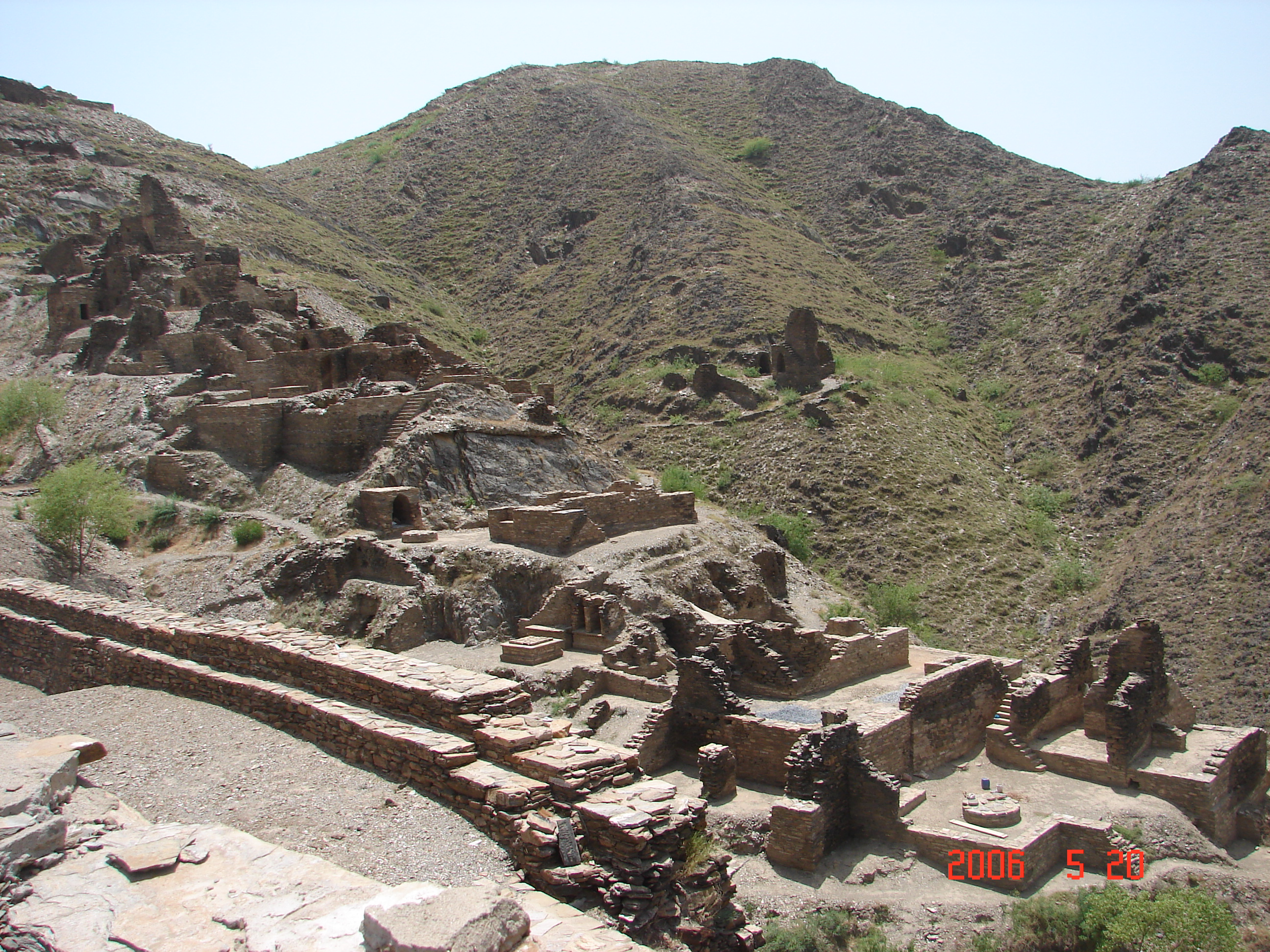
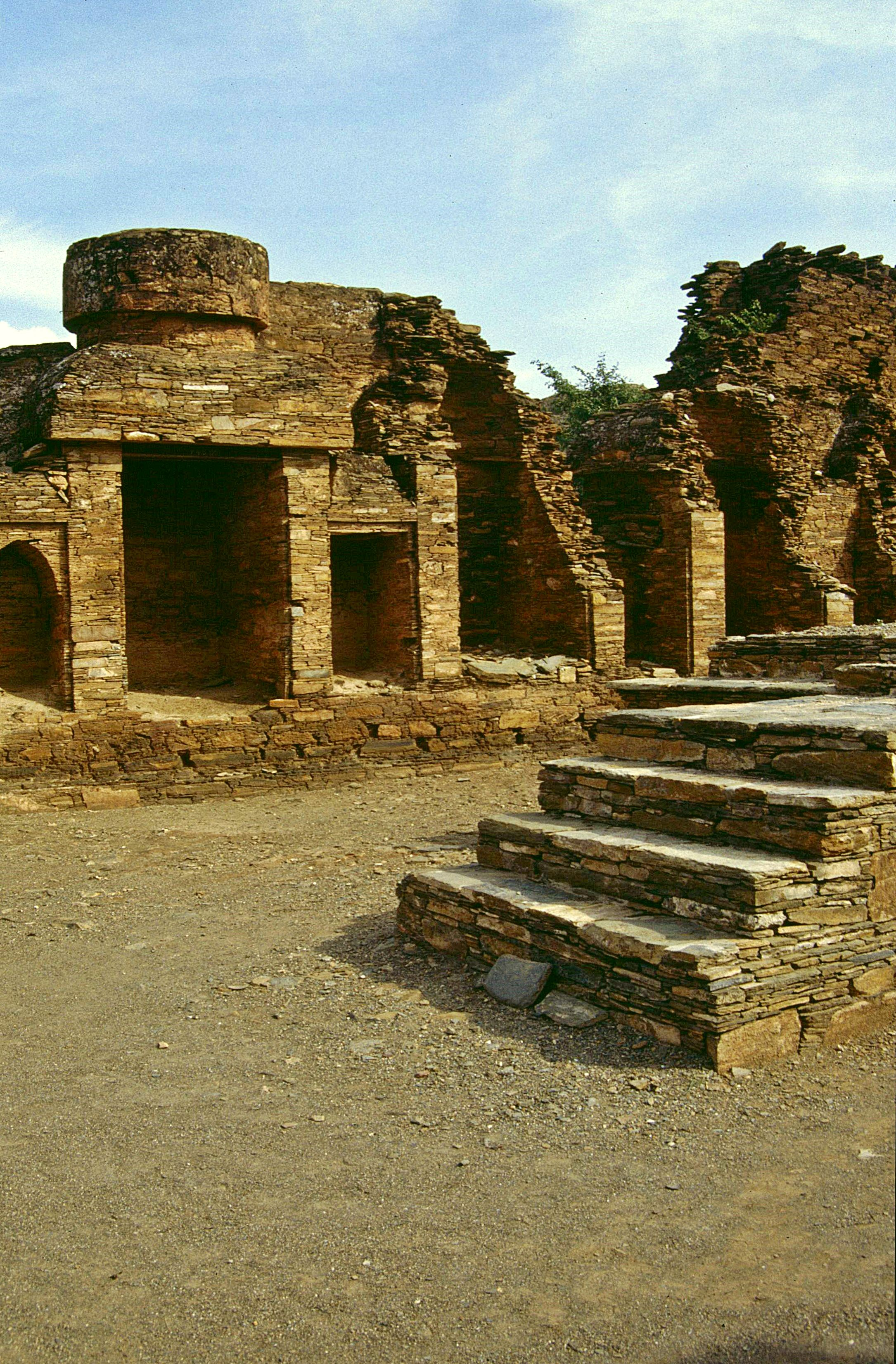
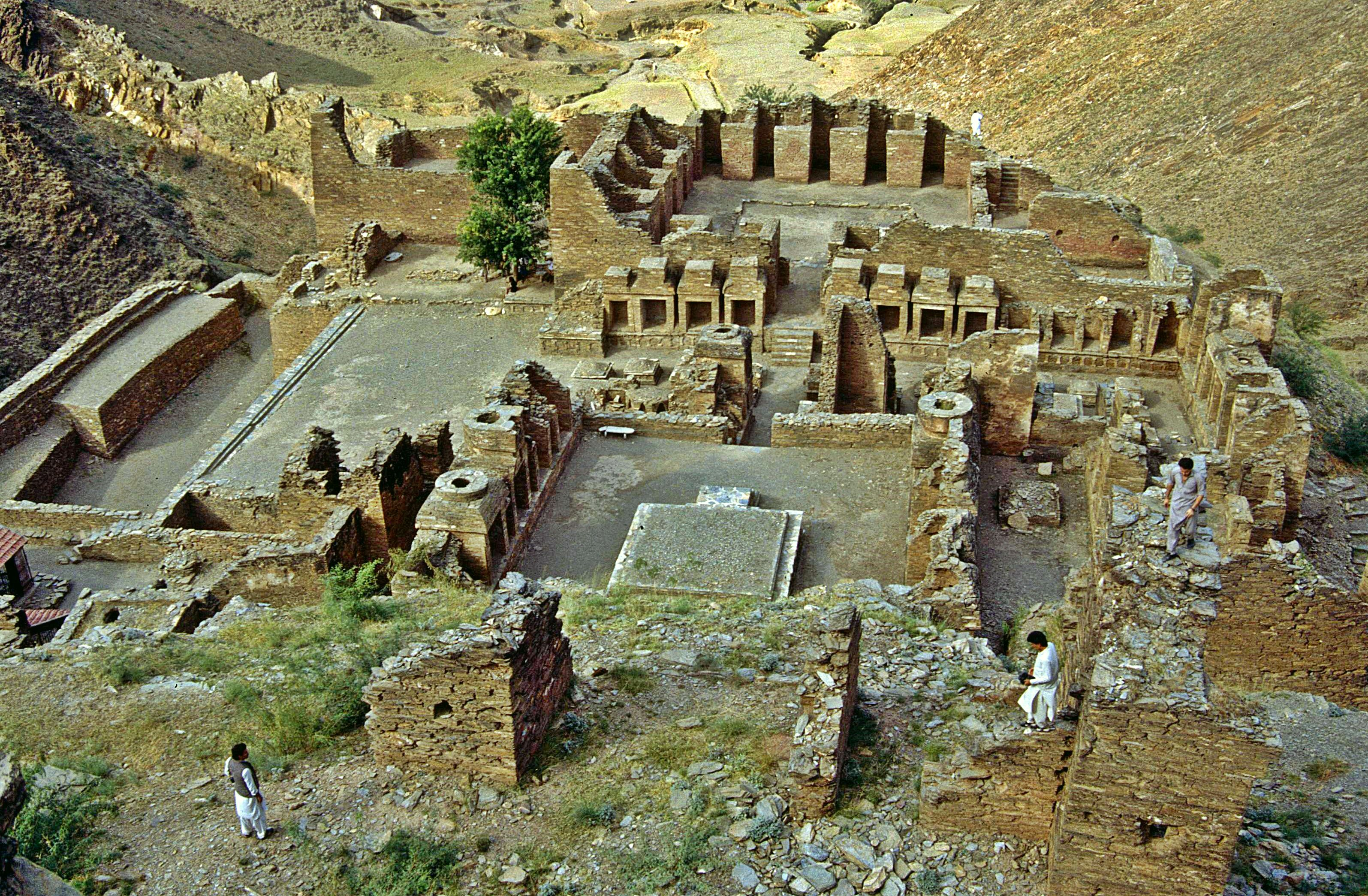
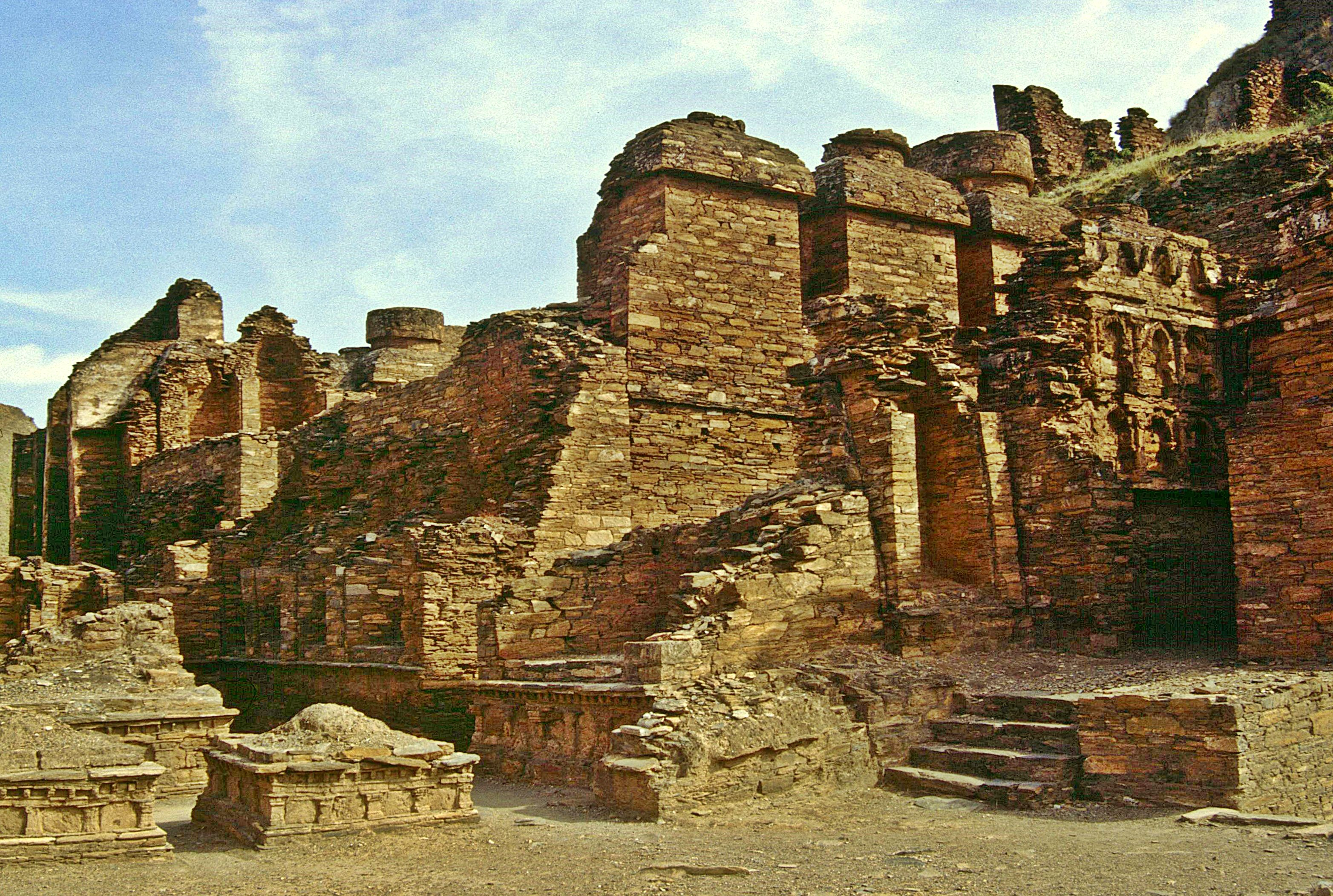